# Сурово (Краснодарский край)
Сурово — хутор в Красноармейском районе Краснодарского края.
Входит в состав Трудобеликовского сельского поселения.

## География

### Улицы
- ул. Набережная,
- ул. Первомайская.

## Население
| 2002 | 2010 |
| ---- | ---- |
| 66   | ↘59  |